# Мълчанието (филм, 1991)
„Мълчанието“ е български игрален филм (драма) от 1991 година, по сценарий и режисура на Красимир Крумов. Оператор е Войчех Тодоров. Музиката във филма е композирана от Георги Генков.

## Актьорски състав
- Йосиф Сърчаджиев – Психиатърът
- Ваня Цветкова – Роза
- Петър Славов – Лудият баща
- Петър Деспотов – Доктор Павлов
- Катя Паскалева – Майката Ангелина
- Наум Шопов – Историкът доцент
- Марияна Крумова – Мария
- Хенриета Василева – Майчето (стара)
- Елена Саръиванова – Майчето (млада)
- Румяна Бочева – Санитарка
- Румен Трайков
- Станислав Пищалов
- Георги Кишкилов